# 2月28日
2月28日是公历（平年）一年中的第59天，离全年结束还有306天（闰年则还有307天）。

## 大事记

### 20世紀以前
- 前202年：汉王刘邦在击败西楚霸王项羽的军队后登基成为皇帝，并建立汉朝。
- 833年：日本淳和天皇退位，仁明天皇即位。
- 870年：天主教會召開第四次君士坦丁堡公會議，開除君士坦丁堡牧首佛提烏教籍。
- 1784年：美國北方衛理公會新宗派名稱的美以美會成立。
- 1893年：美国海军仿造其他国家的战舰所建造的印第安纳级首艘战舰印第安纳号战舰正式下水。
- 1897年：法國軍隊廢黜伊默里納王國女王臘納瓦洛娜三世，馬達加斯加成為法國殖民地。

### 20世紀
- 1904年：里斯本與本菲卡體育於里斯本成立，為葡萄牙最成功的足球俱樂部。
- 1919年：阿富汗宣布独立。
- 1922年：英国正式承认保护国埃及苏丹国独立成为埃及王国，但保留国防、外交等方面的特权。
- 1928年：印度物理學家錢德拉塞卡拉·拉曼和他的同事發現了現在所說的拉曼散射，他後來也因此成為第一位獲得諾貝爾物理學獎的亞洲人。
- 1935年：美國杜邦公司化學家華萊士·卡羅瑟斯首次以己二胺與己二酸合成出人造纖維尼龍。
- 1939年：一名編輯在《韋伯斯特新國際字典》中發現了錯誤的單字「dord」，為辭書學中最著名的錯誤之一。
- 1947年：臺灣臺北市民眾發起反對國民政府的大規模抗爭行動，並迅速擴散至全臺各地，但最終遭到國民革命軍血腥鎮壓。
- 1972年：日本警方攻入輕井澤淺間山莊，逮捕聯合赤軍成員並解救全部人質，淺間山莊事件落幕。
- 1975年：英国倫敦地鐵沼澤門站發生嚴重撞車事故，造成43人死亡。
- 1980年：臺灣省議員林義雄住處發生林宅滅門血案，其母與其雙胞胎女兒慘遭殺害，大女兒身受重傷。
- 1984年：臺灣鐵路管理局CT270型及DT650型蒸氣機車正式報廢。
- 1986年：瑞典首相奥洛夫·帕尔梅在斯德哥尔摩遭到枪杀，英瓦尔·卡尔松接任职务。
- 1991年：马来西亚首相马哈迪·莫哈末宣布2020年宏愿，目标是让马来西亚在30年内成为先进国。
- 1991年：以美國為首的多國聯軍擊敗入侵科威特的伊拉克部隊並恢復科威特獨立，波斯灣戰爭結束。
- 1993年：中国武陵源、九寨沟、黄龙被列入世界遗产名录。
- 1993年：美國德克薩斯州爆發韋科慘案。
- 1997年：美国发生北好莱坞抢劫案，两名全副武装的银行抢匪与加利福尼亚州洛杉矶警察局警员交火。

### 21世紀
- 2002年：印度爆发宗教冲突，印度教徒烧毁穆斯林房屋，造成55人死亡。
- 2006年：中華民國總統陳水扁凍結國家統一綱領。
- 2013年：教宗本篤十六世因為年老等因素正式辭職，成為近600年首位辭職的教宗。
- 2018年：美國參議院一致通過台灣旅行法，送交白宮。美國總統唐納·川普於3月16日正式簽署成為美國法律，台灣旅行法正式生效。
- 2019年：美國新型航空母艦艦載機F-35C，正式在美國海軍服役。
- 2023年：兩列火車在希臘色薩利大區拉里薩州相撞，至少造成57人死亡、85人受傷，成為該國自1968年以來最嚴重的鐵路事故。

## 出生
- 772年：白居易，唐朝诗人（846年逝世）
- 1119年：金熙宗完顏亶，金朝皇帝（1150年逝世）
- 1533年：米歇爾·德·蒙田，法國哲學家（1592年逝世）
- 1712年：路易-約瑟夫·德·蒙卡爾姆，法國將軍（1759年逝世）
- 1735年：亞歷山大‑泰奧菲爾·范德蒙，法國數學家、化學家、音樂家（1796年逝世）
- 1833年：阿尔弗雷德·冯·施里芬，德国軍事家，德國陸軍元帥（1913年逝世）
- 1846年：江布爾·扎巴耶夫，哈薩克行吟詩人（1945年逝世）
- 1869年：張令紀，日本土木工程師，桃園大圳設計者（1922年逝世）
- 1873年：威廉·默多克，英國海員，鐵達尼號一副（1912年逝世）
- 1877年：謝爾蓋·波特凱維茨，烏克蘭作曲家、鋼琴家（1952年逝世）
- 1901年：马连良，中國京剧表演艺术家（1966年逝世）
- 1901年：萊納斯·鮑林，美國化學家，1954年諾貝爾化學獎及1962年諾貝爾和平獎得主（1994年逝世）
- 1906年：胡蘭成，中國近代作家（1981年逝世）
- 1909年：優素福·維比索諾，印尼政治人物、經濟學家（1982年逝世）
- 1909年：斯蒂芬·斯彭德，英國詩人、小說家、散文家（1995年逝世）
- 1911年：沙弗魯丁·普拉維拉內加拉，印尼政治人物、經濟學家、宗教思想家（1989年逝世）
- 1912年：克拉拉·貝塔奇，義大利人，貝尼托·墨索里尼的情婦（1945年逝世）
- 1915年：彼得·梅達沃，英國生物學家、作家，1960年諾貝爾生理學或醫學獎得主（1987年逝世）
- 1918年：丹斯里林梧桐，马来西亚云顶集团创办人（2007年逝世）
- 1924年：克里斯·克拉夫特，美國航太工程師（2019年逝世）
- 1925年：路易·尼倫伯格，美國數學家（2020年逝世）
- 1926年：李锡铭，中國政治人物，曾任中國共產黨第十三屆中央政治局委員、中共北京市委書記、第八屆全國人民代表大會常務委員會副委員長。（2008年逝世）
- 1928年：沃爾特·特維斯，美國小說家（1984年逝世）
- 1928年：阿卜杜勒·薩塔·伊迪，巴基斯坦慈善家（2016年逝世）
- 1929年：法蘭克·蓋瑞，美國後現代主義、解構主義建築師
- 1930年：利昂·庫珀，美國物理學家，1972年諾貝爾物理學獎得主（2024年逝世）
- 1931年：司徒華，香港政治人物（2011年逝世）
- 1940年：王春花，中國核工業專家、高級工程師（2011年逝世）
- 1941年：曹宏威，香港科学家、政治家
- 1941年：蘇珊·穆巴拉克，埃及前第一夫人
- 1942年：布萊恩·瓊斯，英國音樂家，滾石樂隊創始團員（1969年逝世）
- 1945年：阿列克謝·葉基莫夫，俄羅斯固體物理學家，2023年諾貝爾化學獎得主
- 1948年：朱棣文，美国华裔物理学家，国家能源部长
- 1948年：贝尔纳黛特·彼得斯，美國女演員
- 1950年：高凌風，台灣歌手（2014年逝世）
- 1953年：村下孝藏，日本創作歌手（1999年逝世）
- 1953年：保羅·克魯曼，美國經濟學家、專欄作家，2008年諾貝爾經濟學獎得主
- 1954年：讓·布爾甘，比利時數學家（2018年逝世）
- 1956年：湯米·雷蒙傑索，帛琉政治人物，第7、9任帛琉總統
- 1959年：王心慰，香港電視劇監製
- 1960年：大川透，日本男性聲優
- 1962年：阿米爾·阿里·哈吉扎德，伊朗伊斯蘭革命衛隊航空航天部隊指揮官（2025年逝世）
- 1962年：高坂希太郎，日本動畫監督、人物設計師
- 1970年：肖西·索瓦萊尼，東加政治人物，第18任東加首相
- 1972年：崔秉默，韓國男演員
- 1974年：李笛，韓國男歌手
- 1975年：阿桑，台灣歌手（2009年逝世）
- 1975年：金惠珍，韓國女演員
- 1975年：早水理沙，日本女性聲優
- 1976年：奧登·格倫沃德，挪威男子自由式滑雪運動員（2025年逝世）
- 1976年：KAORI，日本女性聲優
- 1977年：潘慧如，台灣演員
- 1977年：傑森·奧爾迪恩，美國鄉村音樂歌手
- 1978年：菊川怜，日本女演員
- 1978年：于正，中國編劇、製片人
- 1978年：本亞明·賴希，奧地利高山滑雪運動員
- 1980年：泰夏安·普林斯，美國籃球運動員
- 1980年：崔成希，韓國女歌手
- 1982年：娜塔莉亞·沃迪亞諾娃，俄羅斯超級名模
- 1984年：嘉露蓮娜·庫高娃，捷克超級名模
- 1985年：凌琮，中國足球運動員
- 1985年：莊鵑瑛，台灣歌手
- 1986年：三瓶由布子，日本女性聲優
- 1986年：具在伊，韓國女演員
- 1986年：金斯利·本-阿迪爾，英國男演員
- 1986年：奧莉維亞·巴勒莫，美國社交名媛、模特兒、演員
- 1987年：王子文，中國女演員
- 1987年：麥美恩，香港無線電視藝人
- 1989年：Angelababy，香港模特兒、藝人
- 1989年：張力尹，中國女歌手
- 1990年：黃耀煌 ，香港演員
- 1991年：山本光，日本女演員
- 1991年：山北早紀，日本女子組合i☆Ris成員
- 1991年：莎拉·寶嘉，愛爾蘭女演員
- 1994年：孫瑜，中國女子羽毛球運動員
- 1995年：黃燦燦，中國女演員
- 1995年：柳會勝，韓國男子偶像樂團N.Flying成員
- 1996年：石宇奇，中國男子羽球運動員
- 1996年：木谷龍也，日本創作歌手、貝斯手、詞曲作家
- 1996年：卡斯滕·沃霍爾，挪威田徑運動員
- 1997年：柳太陽，韓國男子偶像團體SF9成員
- 1997年：張凌峰，中國足球運動員
- 1999年：萩原利久，日本男演員
- 1999年：盧卡·唐西奇，斯洛維尼亞職業籃球運動員
- 2000年：上白石萌歌，日本女演員、歌手、模特兒
- 2000年：高橋恭平，日本男子偶像團體浪花男子成員
- 2001年：莊達菲，中國女演員
- 2002年：白河水菜，日本女性聲優
- 2005年：維托爾·羅克，巴西職業足球運動員
- 生年不詳：村瀨迪與，日本女性聲優

## 逝世
- 628年：霍斯勞二世，薩珊王朝國王。（约570年出生）
- 1525年：夸乌特莫克，中美洲阿兹特克帝国末代统治者。（约1495年出生）
- 1648年：克里斯蒂安四世，丹麥國王和挪威國王（1577年出生）
- 1759年：路易-約瑟夫·德·蒙卡爾姆，法國將領（1712年出生）
- 1772年：劉星煒，清朝官員，學政、禮部侍郎、工部侍郎（1718年出生）
- 1775年：孝儀純皇后，清朝皇后，嘉慶帝生母（1727年出生）
- 1859年：曼努埃爾·約翰·約翰遜，英國天文學家（1802年出生）
- 1916年：亨利·詹姆斯，美國作家（1843年出生）
- 1925年：弗里德里希·艾伯特，德國政治家，威瑪共和國首任總統（1871年出生）
- 1927年：璧利南，英國外交官（1847年出生）
- 1936年：夏爾·尼科勒，法國细菌学家，1928年諾貝爾生理學或醫學獎得主（1866年出生）
- 1938年：刘震东，中华民国国民革命军将领（1893年出生）
- 1941年：阿方索十三世，西班牙國王（1886年出生）
- 1947年：約翰·班傑明·鮑威爾，美國駐華新聞記者（1888年出生）
- 1956年：里斯·弗里傑什，匈牙利數學家（1880年出生）
- 1963年：拉金德拉·普拉萨德，印度政治人物，首任印度總統（1884年出生）
- 1966年：埃里奧特·希，美國太空人（1927年出生）
- 1966年：查爾斯·巴塞特，美國太空人（1931年出生）
- 1967年：亨利·魯斯，美國出版商，《時代》、《財富》與《生活》雜誌創辦者（1898年出生）
- 1975年：焦菊隱，中國戲劇家（1905年出生）
- 1986年：奧洛夫·帕爾梅，瑞典政治人物，第33任、37任瑞典首相（1927年出生）
- 1987年：瓊·格林伍德，英國女演員（1921年出生）
- 1992年：沃爾夫岡·克洛爾，德裔臺灣物理學家（1906年出生）
- 1993年：本多豬四郎，日本導演（1911年出生）
- 1994年：溥杰，清朝末代皇帝溥仪的弟弟（1907年出生）
- 1999年：冰心，中國作家（1900年出生）
- 2006年：于若木，中國營養學家，陳雲夫人（1919年出生）
- 2006年：畢特利，香港足球界人士（1932年出生）
- 2007年：小亞瑟·史列辛格，美國歷史學家、社會評論家（1917年出生）
- 2020年：弗里曼·戴森，英裔美國數學物理學家（1923年出生）
- 2022年：井上倫宏，日本男姓聲優、演員（1958年出生）
- 2022年：祝文君，香港女藝人（1966年出生）
- 2023年：莊寶，馬來西亞拿督、香港商人（1939年出生）
- 2024年：尼古拉·雷日科夫，俄羅斯政治人物（1929年出生）
- 2025年：曾野綾子，日本小說家（1931年出生）

## 节假日与习俗
- 國際罕見病日（平年）

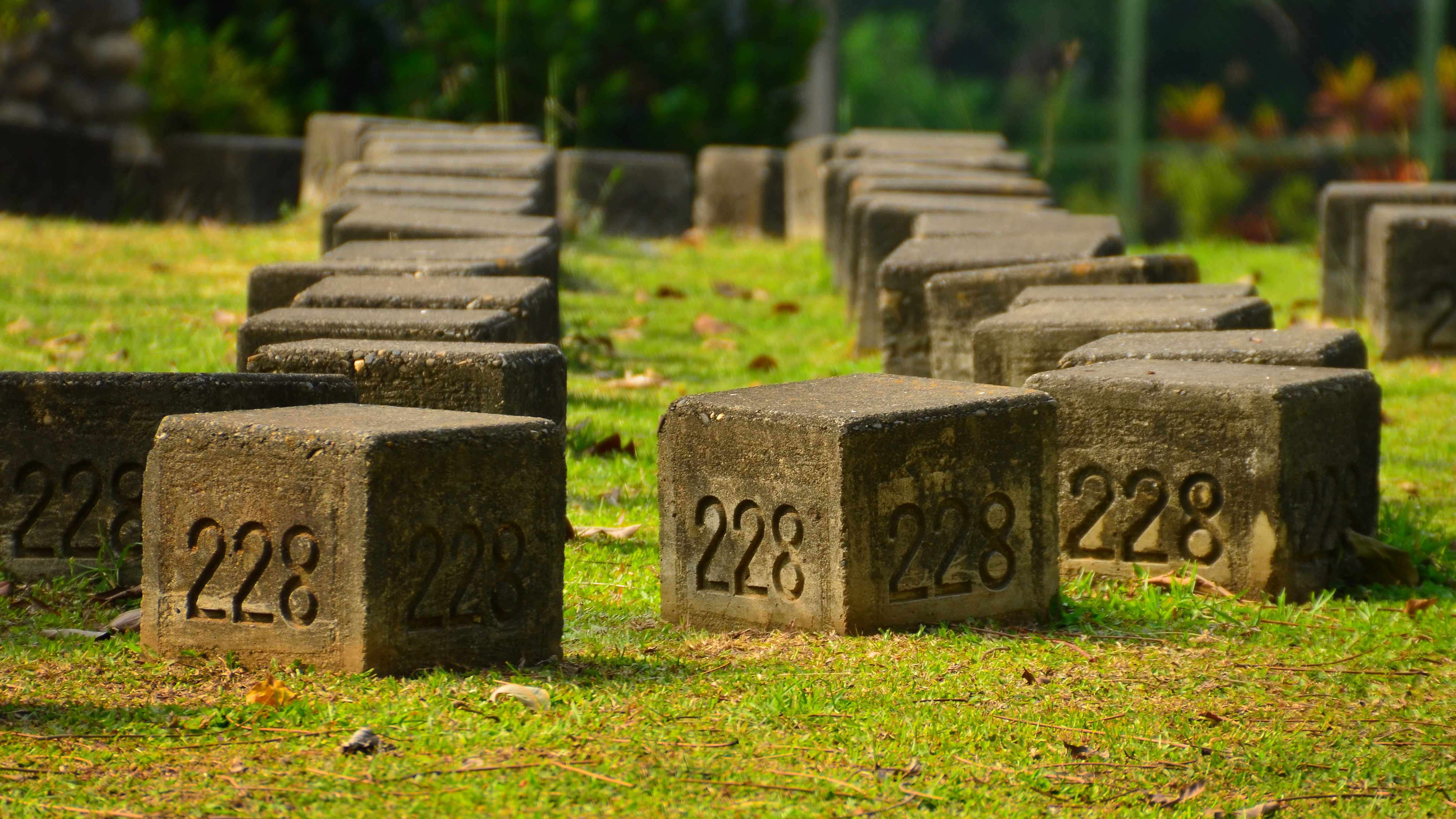
嘉義市二二八紀念公園內刻上228數字的刻石群

- 中華民國（臺灣）：和平紀念日：紀念發生於1947年2月28日的二二八事件，全國放假一天（自2006年起，每年二二八和平紀念日當天，全國各級機關學校、團體都要降半旗，以表示對二二八事件受難者最深的哀悼之意）。
- 印度：全國科學日（英语：National Science Day）
- 芬兰：卡勒瓦拉日
- 阿尔及利亚、 埃及、 黎巴嫩、 摩洛哥、 突尼西亞、 葉門：教師節